# 宋梟
宋梟（？年—？年），《續漢書》作宋泉，扶風人，東漢末政治人物。代替左昌接任涼州刺史，後因其無能被人檢舉，被東漢朝廷罷官。

## 生平
東漢中平元年（西元184年），涼州爆發北宮伯玉等人叛亂，後叛軍由邊章、韓遂接管。時任涼州刺史的左昌被人揭發侵占防禦軍費數千萬導致叛亂擴大，被人檢舉而遭免官。東漢朝廷改派扶風人宋梟出任涼州刺史，宋梟一上任即以涼州人書讀不多應多讀《孝經》即可解決叛亂，屬下蓋勳反對並認為此舉只會結怨涼州並且被朝廷取笑，宋梟沒有聽從。後宋梟果被東漢朝廷嚴正斥責並撤換其職，涼州刺史一職改由楊雍繼任。